# Луценко Андрій Анатолійович
Андрій Луценко (нар. 12 лютого 1969, Бориспіль, Київська область, УРСР) — актор театру і кіно, заслужений артист України, режисер театральних вистав, учасник Майдану і АТО, сержант.

## Біографія
Народився 12 лютого 1969 року в Борисполі Київської області, УРСР.
Закінчив Київський національний університет культури і мистецтв.
З 2018 р. працює в Донецькому академічному обласному драматичному театрі в місті Маріуполь.

## Творчість

### Фільмографія
| Рік  |   | Українська назва         | Оригінальна назва | Роль                                      |
| ---- | - | ------------------------ | ----------------- | ----------------------------------------- |
| 2018 | с | «Інший»                  | Другой            | доктор                                    |
| 2019 | с | «Загадка для Анни»       | Загадка для Анны  | Констянтин Валько                         |
| 2020 | с | «Виклик»                 | Вызов             | завгосп                                   |
| 2020 | ф | «Мій чоловік, моя жінка» | название          | Михайлович, директор будівельної компанії |
| 2020 | с | «Спіймати Кайдаша»       |                   | Микола Довбиш                             |
| 2020 | ф | «Сага»                   | название          | Євген Сосновський                         |
| 2021 | с | «Виходьте без дзвінка-4» |                   | Басов                                     |
| 2021 | с | «Кріпосна»               | Крепостная        | Верховинець, професор                     |
| 2021 | с | «Слід»                   | След              | Макогон                                   |
| 2021 | с | «Топтун»                 | Топтун            | адвокат                                   |

### Театральна діяльність
| Назва вистави                          | Роль                                |
| -------------------------------------- | ----------------------------------- |
| «Золотий ключик, або Пригоди Буратіно» | господар таверни, начальник поліції |
| «Голомоза Співачка»                    | головпожежник                       |
| «Мир вашому дому»                      | урядник                             |
| «Біла ворона»                          | Кошон                               |
| «Йде Святий Миколай»                   | Святий Миколай                      |
| «За двома зайцями»                     | квартальний                         |
| «Графське закляття»                    | Мишкін                              |
| «Maidan Inferno»                       | Степанич                            |
| «Кохання у стилі бароко»               | Онисим, графів псар                 |
| «Людина, яка платить»                  | Машу                                |